# دينكلسبول
دينكلزبول (بالألمانية: Dinkelsbühl) هي بلدة ألمانية تقع في ألمانيا في آنسباخ.[بحاجة لمصدر]

## المدن التوأمة
مدن سيغيشوارا، إدنكوبن، بورفو، Guérande و جينغجانغ ‏ هي مدن توأمة لـدينكلزبول.

## أعلام
- شتيفان رويتر
- كريستوف فون شميد
- ياسياس فون لوفنهالت
- فريدريش فون هرمان